# متحف جامعة عدن
متحف جامعة عدن يقع المتحف في كلية الآداب خور مكسر.
موجوداته من الحلي والتحف الأثرية من عدة محافظات وبالأخص محافظة شبوة .

## أقسام المتحف
ويتكون المتحف من قاعة عرض موجوداته بالخرائط والصور الأثرية.
وتحتوى القاعة على أدوات ومعدات من العصر الحجري ونماذج من النقوش اليمنية القديمة ومجموعة من التماثيل وشواهد القبور والأنصبة التذكارية والقرابين والأواني الفخارية والحجرية والعملات القديمة المتنوعة والتماثيل، وهي غالباً تخص المواقع الأثرية في وادي بيحان مملكة قتبان القديمة ووادي مرخة ( مملكة أوسان ) .
إلى جانب قطع أثرية من محافظات متفرقة مثل الجوف وذمار والضالع ، ويضم المتحف أيضاً إلى جانب الآثار الخاصة بالعصور القديمة آثار خاصة بالتاريخ الإسلامي في العصور والأزمنة المتعاقبة بعد ظهور الدعوة الإسلامية من معالم وعملات .